# Liste des monuments de Tiznit
Ceci est une liste des monuments classés par le ministère de culture marocain aux alentours de Tiznit .
| Identifiant monument         | Site     | Monument               | Adresse | Date de classement | Décret | Coordonnées                        | Illustration               |                       |
| ---------------------------- | -------- | ---------------------- | ------- | ------------------ | ------ | ---------------------------------- | -------------------------- | --------------------- |
| pc_architecture/sanae:050002 | Tiznit   | Borj du Tiznit (d)     |         |                    |        | 29° 42′ 02″ nord, 9° 43′ 37″ ouest | Borj du Tiznit (d)         | Télécharger une image |
| pc_architecture/sanae:410016 | Tiznit   | Remparts de Tiznit (d) |         |                    |        | 29° 42′ 16″ nord, 9° 43′ 42″ ouest | Remparts de Tiznit (d)     | Télécharger une image |
| pc_architecture/sanae:280007 | Tiznit   | Medina de Tiznit (d)   |         |                    |        | 29° 41′ 59″ nord, 9° 43′ 34″ ouest | Image manquante Téléverser | Télécharger une image |
| pc_architecture/sanae:150149 | Tafraout | Assif El-Kbalt (d)     |         |                    |        | à géolocaliser                     | Image manquante Téléverser | Télécharger une image |
|                              | Tafraout | Jebel Tafraout (d)     |         |                    |        | 29° 43′ 30″ nord, 8° 58′ 33″ ouest | Image manquante Téléverser | Télécharger une image |